# Подай знак
«Подай знак» (англ. Blink Twice, буквальный перевод — «Моргни дважды», изначальное название — «Остров кисок», англ. Pussy Island) — психологический триллер, режиссёрский дебют Зои Кравиц, главные роли в котором сыграли Наоми Акки и Ченнинг Татум. Премьера состоялась в театре DGA в Лос-Анджелесе 8 августа 2024 года, 23 августа фильм вышел в прокат.

## Сюжет
Главная героиня фильма — официантка Фрида, которая в составе большой компании отправляется на остров, принадлежащий миллиардеру Слейтеру Кингу. Герои отдыхают и развлекаются целыми днями, но однажды подруга Фриды бесследно исчезает, причём выясняется, что все, кроме Фриды, о ней забыли. Постепенно Фрида выясняет, что мужчины пичкают её и остальных девушек наркотиком, вызывающим потерю памяти, чтобы насиловать их по ночам. Она рассказывает подругам об этом открытии. Девушки решают отомстить, и в результате в живых остаются только Фрида, ещё одна её подруга и Кинг. Последнего главная героиня заставляет жениться на ней и отказаться в её пользу от бизнеса.

## В ролях
- Наоми Акки — Фрида
- Ченнинг Татум — Слэйтер Кинг
- Алия Шокат — Джесс
- Саймон Рэкс — Коди
- Кристиан Слейтер — Вик
- Адриа Архона — Сара
- Хэйли Джоэл Осмент — Том
- Джина Дэвис — Стэйси
- Кайл Маклахлен — Рич
- Сол Уильямс — Эмси
- Зои Кравиц — стюардесса

## Создание и релиз
Идея проекта появилась у Зои Кравиц в 2017 году. Работа над фильмом началась в июне 2021 года, каст был сформирован к июлю 2022 года. Съёмки начались 23 июня 2022 года и проходили в Мексике. Премьера состоялась в театре DGA в Лос-Анджелесе 8 августа 2024 года, 23 августа картина вышла в прокат.